# Seinen voor de eeuwigheid
Seinen voor de eeuwigheid (1975) is het vijfde album van Roger Leloup van stripheldin Yoko Tsuno.

## Verhaal
Door een navigatiefout belandt Yoko in het ruimtecommunicatiecentrum Hallebeek met haar zweefvliegtuig. Daar leert ze over een mysterieuze spookboodschap van een in 1933 verdwenen Engels vliegtuig. Daar wordt ze benaderd door een even mysterieuze Engelse Sir die haar vraagt het verdwenen vliegtuig te zoeken. De piloot van deze Sir is daar niet blij mee en probeert Yoko af te schrikken. 
De volgende dag vertrekt Yoko met haar 'glider' achter een kist gevlogen door Ben en Paul. Een onbekende beschiet Yoko, maar mist natuurlijk net. Yoko neemt de opdracht aan en vertrekt naar Zwitserland. In de Alpen wordt er opnieuw geprobeerd Yoko uit de weg te ruimen, ook dit loopt goed af voor Yoko. In de fabriek moet ze een proeve van bekwaamheid uitvoeren op een simulator. (dit album dateert uit een tijd dat simulatoren technisch mogelijk waren geworden) Het "virtuele" landschap is een model van de bergen in Afghanistan, vlak bij de grens met Rusland en China. Alleen de bodem van een krater kan niet worden benaderd, omdat niemand die ooit gezien heeft. Yoko, Ben en Paul krijgen nu ook de toestellen te zien waarmee de zoektocht uitgevoerd gaat worden. Nu maakt ook de Sir zich bekend: een majoor van de Britse luchtmacht RAF. 
De verdwenen Handley-Page Hercules had een belangrijke lading en de Britse overheid wil graag weten wat er gebeurd is. Na drie weken testen wil Yoko eindelijk eens echt beginnen. Die avond krijgt ze bezoek van de oorspronkelijke piloot, wiens plekje ze had overgenomen. Plotseling verschijnt er een onbekende man die Yoko en Stevens, de piloot, dwingt naar het dak te gaan. Yoko weet de aandacht te trekken van de mecaniciens die nog laat in de werkplaats bezig zijn. Ze wordt neergeslagen en de onbekende verdwijnt met Stevens. Nu wordt de missie versneld. De volgende dag vertrekt Yoko met Ben en Paul, die de opengevallen plek van Stevens inneemt, in hun speciale vliegtuig oostwaarts. Op het juiste moment aarzelt Ben om Yoko los te laten, waardoor ze onopgemerkt blijft voor een paar Russische MIG's. 
Yoko vindt de krater waar het verdwenen vliegtuig zich bevindt en weet veilig te landen. In de krater ontmoet ze een bekende: Stevens. Nu komt ook de aap uit de mouw: Stevens wilde de geheimen zelf houden en verkopen aan de hoogst biedende. Maar de krater is niet leeg! Het blijkt dat een oude man al sinds 1933 in de krater leeft, met een troep afgerichte apen als volkje. De apen weten Stevens te overmeesteren en de enig overlevende, boordwerktuigkundige John Smith, wil hem straffen door hem vast te binden aan een magnetische steen. Deze steen trekt de bliksem aan, Yoko weet Stevens te bevrijden voordat de bliksem inslaat, maar in een worsteling vallen Stevens en Smith in een kloof. Alleen Smith overleeft, maar de bliksem trof ook een raketmotor op het vliegtuig van Yoko dat zich daarna te pletter vliegt tegen de wand. 
De volgende ochtend wordt Yoko gehaald door een vrouwtjesaap, die haar meeneemt naar de kloof waar de ernstig gewonde Smith uit wordt gehaald door z'n apenvolkje. Yoko commandeert de apen met een fles propaangas als wapen en laat het de oude man naar de grot brengen. Daar verzorgt ze de man en bedenkt ze een plan om uit de kloof te komen. Tegelijk kopieert ze de geheime documenten en het door Smith bijgehouden dagboek. Met een ballon, gemaakt van de parachutes van haarzelf en Stevens, weet ze hoog genoeg te komen om de bezorgde Ben en Paul op de hoogte te kunnen brengen. Op hun beurt waarschuwen zij de Russen, die hulp sturen. 
Twee maanden later komt de oude man terug, om z'n oude kist te zien opstijgen. Yoko gebruikt de microfilms die ze heeft gemaakt van de geheime documenten als dwangmiddel om de Engelsen het vliegtuig te laten repareren zodat het weer kan vertrekken. De films van het dagboek zijn voor Smith, om z'n ongelofelijke verhaal te kunnen vertellen en het moderne leven te kunnen bekostigen. Uiteraard maken Yoko, Ben en Paul opnames van het vertrek om hun eigen kas te spekken.